# Gabón en los Juegos Olímpicos de Londres 2012
Gabón estuvo representado en los Juegos Olímpicos de Londres 2012 por un total de 21 deportistas, 19 hombres y 2 mujeres, que compitieron en 5 deportes.
La portadora de la bandera en la ceremonia de apertura fue la atleta Ruddy Zang Milama.

## Medallistas
El equipo olímpico gabonés obtuvo las siguientes medallas:
| Nombre        | Deporte   | Competición |
| ------------- | --------- | ----------- |
| Oro           |           |             |
| —             |           |             |
| Plata         |           |             |
| Anthony Obame | Taekwondo | +80 kg M    |
| Bronce        |           |             |
| —             |           |             |